# 住民投票
住民投票（じゅうみんとうひょう）とは、一定の地域において、住民のうち一定の資格を持つ人が立法や公職の罷免等について意思を明らかにするため行われる投票である。住民投票は、選挙ではないため、混同しないよう注意する必要がある。

## 日本における住民投票

### 日本国憲法の規定に基づく住民投票
日本国憲法第95条では、国会が特定の地方自治体にのみ適用される特別法（地方自治特別法）を制定しようとするときは、その地方自治体の住民による住民投票の結果、過半数の賛成がなければ制定できない、とされている。手続は国会法（67条等）及び地方自治法（261条・262条等）に規定されている。
複数の地方公共団体を対象とする地方自治特別法の場合、対象となる地方公共団体ごとに住民投票が実施される（旧軍港市転換法では横須賀、舞鶴、呉及び佐世保の各市で住民投票が実施された）。地方自治特別法は制定だけでなく改正にも住民投票を要する（例：伊東国際観光温泉文化都市建設法の一部を改正する法律）。ただし、地方自治特別法の廃止には住民投票は必要でない（例：首都建設法）。なお、現に国法上の地方公共団体が存在しない地域に適用する場合は地方自治特別法には当たらない（例：大規模な公有水面の埋立てに伴う村の設置に係る地方自治法等の特例に関する法律（秋田県大潟村の成立前に制定））。

#### 地方自治特別法の判断基準
ある法律案が日本国憲法第95条に規定されている「特別法」に該当し住民投票を実施すべきものかどうかは、地方自治法第261条の規定により、国会の最終可決院での可決後に同院議長から内閣総理大臣へ「特別法である」旨の通知がなされるかどうかで決まる。
特定の地方公共団体の地域を対象とする場合でも、その地域への国の行財政措置等を規律するための法律であれば地方自治特別法に当たらないとされている（例えば北海道開発法は地方公共団体としての「北海道」ではなく北海道地域の開発についての国の事務を定めるものと扱われる）。
過去に住民投票を経た特別法はいずれも地方自治体に財政的優遇措置を与えるものであったため、全て賛成多数によって成立している。過去に住民投票を経た特別法はいずれも財政的援助を主たる内容とするものであったため憲法第95条の「特別法」にあたるのか疑問視する見解もある。
一方、1997年の通常国会における、駐留軍用地特措法の一部改正法案の審議・制定過程において、当該改正により新たに追加される条項（用地の暫定使用を認める規定）の対象となる用地が事実上沖縄県内に所在する在日米軍基地に関するものしかなかったことから、在日米軍に反対する立場の団体・個人等から「この改正法案は憲法第95条に規定する特別法であり、住民投票の手続を経ずに制定するのは同条違反である」との批判がなされた。しかし、当該改正については、条文には適用地域を沖縄県に限定する旨の文言はなく、建前上は全ての在日米軍基地に適用し得るものであったため、最終可決院（参議院）の議長から内閣総理大臣へ「特別法である」旨の通知は付されず、住民投票は行われなかった。
当該法案の初制定時及び実質的な内容の変更を伴う改正法案の場合はその通知が付されて住民投票が実施されるが、たとえば既に特別法として住民投票を経て制定された法律条文中の語句の一部変更（例:行政組織再編に伴う大臣職名部分の変更等）に過ぎない場合は当該議長の（住民投票は必要ないとの）判断により当該通知を付さないため、住民投票は実施されずに通常の一部改正法として速やかに上奏・公布される。住民投票の最後の例である「伊東国際観光温泉文化都市建設法の一部を改正する法律」（昭和27年法律第312号）には実質的な内容の改正が含まれていたため（一部改正法としては唯一この1例のみである）当該通知が行われ住民投票が実施されたが、その他の軽微な一部改正（下記のいくつかの法律に複数回行われている）には当該通知が付されなかったためいずれも住民投票は実施されなかった。

#### 地方自治特別法の制定手続
制定の手続は次の順で実施される。
- 議決後、最後に議決した議院の議長（衆議院の優越により、衆議院の議決が国会の議決となった場合には衆議院議長、参議院の緊急集会において議決した場合には参議院議長）が内閣総理大臣に通知（地方自治法261条1項）
- 内閣総理大臣が直ちにその旨を総務大臣に通知（地方自治法261条2項）
- 総務大臣が、5日以内に、関係普通地方公共団体の長にその旨を通知し関係書類を移送（地方自治法261条2項）
- 関係普通地方公共団体の長が、31日以後60日以内に、投票を実施（地方自治法261条3項）
- 投票後、関係普通地方公共団体の長は関係書類を添えてその結果を総務大臣に報告（地方自治法261条4項）
- 総務大臣は、直ちにその旨を内閣総理大臣に報告（地方自治法261条4項）
- 内閣総理大臣は、直ちに当該法律の公布の手続をとるとともに衆議院議長及び参議院議長に通知（地方自治法261条5項）

これらの法律の公布文の冒頭には「日本国憲法第九十五条に基く」との宣言が冠されている。その後、法令用語の表記方法変更により「基く」は「基づく」と表記するようになったため、今後特別法が制定される場合は「日本国憲法第九十五条に基づく」と冠されるものと考えられる。

#### 住民投票を経た特別法
| 国会議決日    | 住民投票日    | 特別法                                                | 地方 自治体 | 賛成    | 反対   | 賛成率  | 結果 | 公布日         | 法令番号            |
| ------------- | ------------- | ----------------------------------------------------- | ----------- | ------- | ------ | ------- | ---- | -------------- | ------------------- |
| 1949年5月11日 | 1949年7月7日  | 広島平和記念都市建設法案                              | 広島市      | 71852   | 6340   | 91.89％ | 成立 | 1949年8月6日   | 昭和24年法律第219号 |
| 1949年5月11日 | 1949年7月7日  | 長崎国際文化都市建設法案                              | 長崎市      | 79220   | 1136   | 98.59％ | 成立 | 1949年8月9日   | 昭和24年法律第220号 |
| 1950年4月22日 | 1950年6月4日  | 首都建設法案                                          | 東京都      | 1025792 | 676550 | 60.26％ | 成立 | 1950年6月28日  | 昭和25年法律第219号 |
| 1950年4月11日 | 1950年6月4日  | 旧軍港市転換法案                                      | 横須賀市    | 88644   | 8901   | 90.87％ | 成立 | 1950年6月28日  | 昭和25年法律第220号 |
| 1950年4月11日 | 1950年6月4日  | 旧軍港市転換法案                                      | 呉市        | 81355   | 3523   | 95.85％ | 成立 | 1950年6月28日  | 昭和25年法律第220号 |
| 1950年4月11日 | 1950年6月4日  | 旧軍港市転換法案                                      | 佐世保市    | 76678   | 2117   | 97.31％ | 成立 | 1950年6月28日  | 昭和25年法律第220号 |
| 1950年4月11日 | 1950年6月4日  | 旧軍港市転換法案                                      | 舞鶴市      | 28481   | 5200   | 74.28％ | 成立 | 1950年6月28日  | 昭和25年法律第220号 |
| 1950年4月7日  | 1950年6月15日 | 別府国際観光温泉文化都市建設法案                      | 別府市      | 29487   | 9858   | 74.94％ | 成立 | 1950年7月18日  | 昭和25年法律第221号 |
| 1950年5月1日  | 1950年6月15日 | 伊東国際観光温泉文化都市建設法案                      | 伊東市      | 6534    | 3652   | 64.15％ | 成立 | 1950年7月25日  | 昭和25年法律第222号 |
| 1950年5月1日  | 1950年6月28日 | 熱海国際観光温泉文化都市建設法案                      | 熱海市      | 8792    | 1831   | 83.96％ | 成立 | 1950年8月1日   | 昭和25年法律第233号 |
| 1950年7月30日 | 1950年9月20日 | 横浜国際港都建設法案                                  | 横浜市      | 175361  | 19972  | 89.78％ | 成立 | 1950年10月21日 | 昭和25年法律第248号 |
| 1950年7月30日 | 1950年9月20日 | 神戸国際港都建設法案                                  | 神戸市      | 138272  | 25638  | 84.36％ | 成立 | 1950年10月21日 | 昭和25年法律第249号 |
| 1950年7月28日 | 1950年9月20日 | 奈良国際文化観光都市建設法案                          | 奈良市      | 22089   | 7735   | 74.06％ | 成立 | 1950年10月21日 | 昭和25年法律第250号 |
| 1950年7月28日 | 1950年9月20日 | 京都国際文化観光都市建設法案                          | 京都市      | 132263  | 58261  | 69.42％ | 成立 | 1950年10月22日 | 昭和25年法律第251号 |
| 1950年12月6日 | 1951年2月10日 | 松江国際文化観光都市建設法案                          | 松江市      | 21486   | 6804   | 75.95％ | 成立 | 1951年3月1日   | 昭和26年法律第7号   |
| 1950年12月6日 | 1951年2月11日 | 芦屋国際文化住宅都市建設法案                          | 芦屋市      | 10288   | 2949   | 77.72％ | 成立 | 1951年3月3日   | 昭和26年法律第8号   |
| 1950年12月6日 | 1951年2月11日 | 松山国際観光温泉文化都市建設法案                      | 松山市      | 40571   | 8016   | 83.50％ | 成立 | 1951年4月1日   | 昭和26年法律第117号 |
| 1951年5月28日 | 1951年7月18日 | 軽井沢国際親善文化観光都市建設法案                    | 軽井沢町    | 5138    | 410    | 92.61％ | 成立 | 1951年8月15日  | 昭和26年法律第253号 |
| 1952年6月20日 | 1952年8月20日 | 伊東国際観光温泉文化都市建設法の 一部を改正する法律案 | 伊東市      | 12710   | 256    | 98.03％ | 成立 | 1952年9月22日  | 昭和27年法律第312号 |

法令番号順に記載する。
なお、首都建設法は首都圏整備法の制定に伴い廃止されている。

### 直接請求制度に基づく住民投票
地方自治法や市町村合併特例法等の規定による直接請求制度に基づく住民投票制度がある。

#### 地方自治法
地方自治法では直接請求のうち、議会の解散（第76条～第79条）、議員の解職（第80条、第82条～第85条）、首長の解職（第81条～第85条）について有権者の一定数の署名を集めて請求した場合、住民投票に付さなければならない規定がある。
住民投票に必要な署名の数は、普通地方公共団体の有権者の数によって異なる。
有権者の数が40万人以下の場合
有権者の数をxとすると{\displaystyle {\frac {x}{3}}}
有権者の数が40万人を超え80万人以下の場合
有権者の数をxとすると{\displaystyle {\frac {400000}{3}}+{\frac {x-400000}{6}}}
有権者の数が80万人を超える場合
有権者の数をxとすると{\displaystyle {\frac {400000}{3}}+{\frac {400000}{6}}+{\frac {x-800000}{8}}}
請求が成立したときは選挙人の投票に付され、告示の日から60日以内に行われなければならない（地方自治体施行令第81条第2項・第100条の2・第113条）。投票の告示は、都道府県に関するものは30日前、市町村に関するものは20日前までに告示しなければならない（地方自治法施行令第116条の2）。
選挙には公職選挙法の普通地方公共団体の選挙に関する規定が原則的に準用される（地方自治法第85条第1項）。

#### 合併特例法の規定に基づく住民投票
2030年3月31日までの時限措置である合併特例法（「市町村の合併の特例に関する法律」）には、住民発議による合併協議会設置の直接請求が出来る規定があり、有権者の50分の1の署名が必要である。
この直接請求に対して議会が否決した場合、首長による投票に付する旨の請求があった場合、住民投票が行われる。また首長が投票に付さない場合でも、有権者の6分の1の請求によって住民投票を実施する規定がある。
なお、上記いずれの場合においても、合併関係市町村の議会のうち合併設置協議会設置協議について否決ないし議決しない団体の全てが住民投票を行う場合に限って、住民投票を行う（否決ないし議決しない団体のいずれか1つでも住民投票請求がなかった場合は住民投票は実施しない）。
この請求は、あくまで合併協議会設置の請求であって、合併そのものについては関係市町村の議会の議決が必要である。
単独請求型では、住民投票の請求のあった旨の告示があったとき、その他の場合は、合併協議会設置議案が議会で否決された団体全てで住民投票の請求があった旨の報告のあった旨の告示があったときから40日以内に実施する。告示は投票日の10日前まで行う。
投票は、投票用紙の所定の欄に「賛成」または「反対」と記載して投票する。
投票運動に関する規制は、おおむね解散及び解職に対する住民投票に関する規制に準じている。

#### 改正前の合併特例法による住民投票
2005年4月から2010年3月まで施行されていた改正前合併特例法では、都道府県知事が定める市町村合併推進構想に基づき定める組合せに基づき、都道府県知事が合併協議会を設置するよう勧告した場合で市町村の議会が合併協議会設置協議について可決しない場合等は、市町村長の要求または住民の6分の1以上の直接請求により合併協議会設置に関する住民投票が可能であった。しかし、同制度に基づく住民投票の実施例は実際にはなかった。

### 条例に基づく住民投票
地方公共団体は住民投票に関する条例を制定して住民投票を行うことがある。通常は市町村合併の是非など問題とされている案件のみを対象とした特別の住民投票条例に基づいて行われる。一方で重要な政策について常設型の住民投票条例を制定している地方公共団体もある。

### その他の法令に基づく住民投票

#### 大都市地域における特別区の設置に関する法律に基づく住民投票
道府県の区域内において特別区を設置する場合、特別区が設置される道府県の議会及び特別区が設置されることとなる市町村（以下「関係市町村」という）の議会の承認を経た上で、関係市町村で選挙人の投票を実施しそれぞれの市町村で有効投票の過半数の賛成を要することとされている。
この法律に基づいて、大阪市において2回住民投票が行われ、いわゆる「大阪都構想」の是非を問うこととなった。
- 2015年5月17日に大阪市における特別区の設置についての投票が実施され、否決という結果が出た。
- 2020年11月1日に大阪市を廃止し特別区を設置することについての投票が実施され、否決という結果が出た。

#### 旧警察法の規定による住民投票
1947年から1954年まで施行されていた旧警察法及び市の警察維持の特例に関する法律では町村が運営する自治体警察を住民投票で廃止または復活することができた。

## 日本以外の国での住民投票制度
スイス、アメリカ（一部の州に限る）等の国では、住民投票による直接立法も行われる。
台湾（中華民国）における「国民投票」については、マスコミなどにおいて「公民投票」、もしくは「公投」と呼ぶことが一般的である。
1回の投票で賛成か反対かを決することから、政情不安の国では住民投票が終了しても「賛成派」と「反対派」の対立が継続し、内戦や暴動につながる場合もあり、かえって民主主義を損なう危険性がある。
また、否決された側が、裁判所に提訴し住民投票の正当性を問う事例も見られる。

### アメリカ合衆国
州により重要な政策決定（例えば、死刑廃止）で住民投票が行われることがある。

### スイス
スイスの直接参政権の主軸は、国民投票である。住民投票は、国民投票に取り込まれる形で、形骸化しつつある。
スイスの住民投票にあたる参政権は、「ランツゲマインデ」である。
ランツゲマインデを実施している州は、アッペンツェル・インナーローデン準州とグラールス州の2つの州であり、毎年4月の最終日曜日に行われている。主な議題は、州の政治課題への賛否と、州議員や州判事の選出である。
意思表示の方法は、有権者による挙手であり公開投票であることから、有権者の意思の対立が生じにくく、住民どうしの対立が生じにくい反面、秘密投票でないことから、活発な議論は行われなくなっている。そのため、参政権として意義についてスイス国内からの批判がある。
また、公開投票は、ヨーロッパ人権条約へ抵触するため、同条約の批准に際し、スイスはランツゲマインデを同条約の適用外とする特別条項を追加した。